# Behrami
Pour le footballeur, voir Valon Behrami.
Behrami (en cyrillique : Бехрами) est un village de Bosnie-Herzégovine. Il est situé dans la municipalité de Srebrenik, dans le canton de Tuzla et dans la fédération de Bosnie-et-Herzégovine. Selon les premiers résultats du recensement bosnien de 2013, il compte 316 habitants.
Avant 1971, le village était rattaché à la localité de Seona ; depuis 1971, il est recensé comme une entité administrative à part entière.

## Géographie
Le village est situé au bord de la rivière Tinja, un affluent droit de la Save.

## Démographie

### Évolution historique de la population dans la localité
| 1948 | 1953 | 1961 | 1971 | 1981 | 1991 | 2013 |
| ---- | ---- | ---- | ---- | ---- | ---- | ---- |
| -    | -    | -    | 351  | 339  | 320  | 316  |

|  |

### Communauté locale
En 1991, la communauté locale de Behrami comptait 460 habitants, répartis de la manière suivante :